# ゆるキャラQ
『ゆるキャラQ』（ゆるキャラキュー）は、2017年7月から12月まで、東海テレビ放送及びGYAO!にて放送・配信されたバラエティ番組である。

## 概要
『勝手に観光協会』のみうらじゅんと安齋肇が全国各地のゆるキャラとゆるビト（役所・観光協会・団体等でゆるキャラを担当する職員等）をゲストに招き、話を聞きながらゆるキャラの魅力に迫る番組。2016年12月を以て放送休止となった『みうらじゅん&安齋肇のゆるキャラに負けない!』を改題・リニューアルの上、約半年ぶりに復活させたものである。
YouTube内の「勝手に観光協会チャンネル」にアップロードされている番組紹介動画や番組公式サイトでは、「世界で唯一（もしくは「世界でただひとつ」）のゆるキャラ番組」を謳っている。
『ゆるキャラQ』という番組タイトルは、円谷プロダクションの特撮ドラマ『ウルトラQ』をもじったものであり、タイトル以外にも、下記の様に『ウルトラQ』を意識した演出が随所に見られる。
1. タイトルロゴ（安齋がデザインを担当）は上段に「ゆるキャラ」、下段中央に「Q」が配され、『ウルトラQ』のタイトルロゴと同様のレイアウトとなっている。
2. オープニングでは渦巻状に回転させた状態のタイトルロゴを逆回転させて表示する。
3. 『ウルトラQ』オープニング時の効果音やテーマ音楽が当番組のオープニングでも使用されている。
4. エンディングでは出演者やスタッフのクレジットがゆるキャラのシルエットの中に表示される。

ちなみに、エンディングのクレジットには「スペシャルサンクス　円谷プロダクション」の記載がある。
番組のコンセプトや構成等は前身の『ゆるキャラに負けない!』と同じであるが、『ゆるキャラに負けない!』にあった、番組エンディング前にみうらがゆるキャラにキャッチフレーズを贈る企画や、「ゆるいはなし」のコーナー（出演:有限会社がっぱい）が廃止され、代わって寺嶋由芙がゆるキャラの魅力について1分間で語るコーナーが新設された。また、スタジオのセットも変更された。
番組開始から終了まで、テレビでの放送は東海テレビ放送でのみ行われ、『ゆるキャラに負けない!』を放送していたTOKYO MX等では放送されなかった。但し、GYAO!で動画配信が行われており（東海テレビより1週遅れ）、東海テレビの放送エリア外でも当番組を視聴可能である。
2017年12月23日放送（東海テレビでの放送日）の「第4回ゆるビトグランプリ」を以て放送休止。放送再開については未定。

## 出演者

### レギュラー
- みうらじゅん
- 安齋肇
- 寺嶋由芙 - ゆるキャラナビゲーター、及びナレーション

### その他
- ウクレレえいじ - 三重県出身。「三重県編」では寺嶋に代わりナビゲーターとして、「三重スペシャル延長戦」では「リアルこにゅうどうくん」に扮して出演。

## コーナー
ゆっふぃーのゆるっとQQっとワンミニッツ☆
寺嶋がゲストのゆるキャラのときめきポイントを1分間で語るコーナー。
勝手に観光協会Covers
第19回以降不定期に放送。『勝手に観光協会』制作のご当地ソングをカヴァーして演奏もしくは歌唱している模様を撮影した動画を募集、紹介するコーナー。

## 放送局・配信元
東海テレビ放送
毎週金曜日 26:35 - 27:00（毎週土曜日 2:35 - 3:00）
GYAO!
毎週金曜日 20:00 配信開始　※1週遅れ

## 放送リスト
放送日は東海テレビ放送でのもの。全て2017年。
| 回  | 放送日   | 自治体・団体                     | ゆるキャラ                         | 備考                         |
| --- | -------- | -------------------------------- | ---------------------------------- | ---------------------------- |
| #1  | 7月8日   | 三重県桑名市                     | ゆめはまちゃん                     | 三重県編                     |
| #2  | 7月15日  | 三重県伊賀市                     | いが☆グリオ                        | 三重県編                     |
| #3  | 7月22日  | 三重県菰野町                     | こもしか                           | 三重県編                     |
| #4  | 7月29日  | 三重県玉城町                     | たままるくん、玉夢くん、城之介     | 三重県編                     |
| #5  | 8月5日   | 三重県名張市                     | ひやわん                           | 三重県編                     |
| #6  | 8月12日  | 三重県名張市、四日市市           | ひやわん（続き）、こにゅうどうくん | 三重県編                     |
| #7  | 8月19日  | 三重県四日市市                   | こにゅうどうくん（続き）           | 三重県編                     |
| #8  | 8月26日  | 埼玉県秩父市                     | ポテくまくん                       |                              |
| #9  | 9月2日   | 新潟県                           | レルヒさん                         |                              |
| #10 | 9月9日   | 宮城県蔵王町                     | ざおうさま                         |                              |
| #11 | 9月16日  | 福岡県大野城市                   | 大野ジョー                         |                              |
| #12 | 9月23日  | 高知県安田町                     | 安田朗                             |                              |
| #13 | 9月30日  | 千葉県流山市                     | ながれやマン                       |                              |
| #14 | 10月7日  | 茨城県神栖市                     | カミスココくん                     |                              |
| #15 | 10月14日 | 千葉県袖ケ浦市                   | ガウラ                             |                              |
| #16 | 10月21日 | 愛知県知立市、千葉県成田市       | ちりゅっぴ、うなりくん             | ゆるキャラグランプリ特別企画 |
| #17 | 10月28日 | 愛知県知立市、千葉県成田市       | ちりゅっぴ、うなりくん             | ゆるキャラグランプリ特別企画 |
| #18 | 11月4日  | 三重県菓子工業組合、三重県志摩市 | いせわんこ、しまこさん             | 三重スペシャル延長戦         |
| #19 | 11月11日 | 伊勢市観光協会、三重県四日市市   | 伊勢まいりんくん、こにゅうどうくん | 三重スペシャル延長戦         |
| #20 | 11月18日 | 長崎県島原市                     | しまばらん                         |                              |
| #21 | 11月25日 | 茨城県稲敷市                     | 稲敷いなのすけ                     |                              |
| #22 | 12月2日  | 栃木県真岡市                     | もおかぴょん                       |                              |
| #23 | 12月9日  | 奈良県奈良市                     | りにまね&リニー君                  |                              |
| #24 | 12月16日 | 福島県南会津町                   | んだべぇ                           |                              |
| #25 | 12月23日 | 第4回ゆるビトグランプリ          | 第4回ゆるビトグランプリ            | 最終回                       |

## スタッフ
- 企画 - みうらじゅん
- タイトルデザイン - 安齋肇
- 制作協力 - みうらじゅん事務所、ワン・ツゥ・スリー、ディアステージ、GYAO!
- スペシャルサンクス - 円谷プロダクション、円谷ミュージック
- カメラ - 澤田基宏、塚本兼淳、和田拓也、菅野浩二、大木善史
- CA - 和田拓也、福島直美
- 技術協力 - ジャパンテクニカルアート、7TH STUDIO
- MA - 宮下友昭
- スチール - 永田章浩、山口比佐夫
- メイク - 田中裕子、清遠鮎美、片山りや子、藤田直緒、高部友見
- ディレクター - 街風統雄、日下まどか、中村友磨
- プロデューサー - 西秀一郎
- 製作・著作 - discberry.com

この他、出演するゆるキャラを擁する自治体や団体が「協力」としてクレジットに加えられることがあった。